# عجیب غریب (فیلم ۲۰۲۱)
عجیب غریب (به هندی: Atrangi Re) یا یک آدم هشت رنگ (به انگلیسی: A person of eight colors) فیلمی هندی محصول سال ۲۰۲۱ و به کارگردانی آناند ال. رای است. در این فیلم بازیگرانی همچون دنوش، سارا علی‌خان، آکشی کومار، دیمپل هایاتی و سیما بیسواس ایفای نقش کرده‌اند.